# Есертан
Есертан (фр. Essertenne) насеље је и општина у источном делу централне Француске у региону Бургоња, у департману Саона и Лоара која припада префектури Отен.
По подацима из 2011. године у општини је живело 452 становника, а густина насељености је износила 35,26 становника/km². Општина се простире на површини од 12,82 km². Налази се на средњој надморској висини од 300 метара (максималној 381 m, а минималној 243 m).

## Демографија
| 1926. | 1962. | 1968. | 1975. | 1982. | 1990. | 1999. | 2011. |
| ----- | ----- | ----- | ----- | ----- | ----- | ----- | ----- |
| 455   | 180   | 278   | 283   | 343   | 476   | 480   | 452   |

График промене броја становника у току последњих година